# دهدق
دهدق، روستایی از توابع بخش مرکزی شهرستان آباده در استان فارس ایران است.این روستا از بزرگترین روستا های شهرستان آباده است که دارای دو شهرک امام‌ حسن مجتبی و شهرک گلستان است.مردم این روستا از طایفه های مختلف فارس و ترک و لر هستند که با زبان های فارسی و ترکی و لری صحبت می کنند.مسجد امام حسن مجتبی علیه السلام در این روستا واقع شده است.این روستا که با نام عمومی ده ده شناخته میشود❮•••❯

## جمعیت
این روستا در دهستان بیدک قرار دارد و، جمعیت آن 3000
نفر (246 خانوار) بوده‌است.